# 巴黎国民贴现银行
巴黎国民贴现银行（法語：Comptoir national d'escompte de Paris，简称CNEP），原称巴黎贴现银行（Comptoir d'escompte de Paris，简称CEP），

## 历史
1848年，埃米尔·佩雷尔和阿希尔·富尔德共同创建巴黎贴现银行，1889年改名巴黎国民贴现银行。1946年，巴黎国民贴现银行被收归国有。
1966年7月1日，巴黎国民贴现银行与国民工商银行合并组成为巴黎国民银行。2000年5月，巴黎国民银行和巴黎巴银行（Banque Paribas）合并为法国巴黎银行。

## 分支机构
1860年，巴黎贴现银行在中国上海开设分行，称“上海法兰西银行”。